# Wes Scantlin
Wesley Reid Scantlin (nacido el 9 de junio de 1972) es un cantante, compositor y músico estadounidense. Es más conocido como el vocalista principal, guitarrista y único miembro constante de la banda de rock Puddle of Mudd. Fue nombrado uno de los "100 mejores vocalistas de heavy metal" Hit Parader.

## Vida
Scantlin formó Puddle of Mudd en 1991. Lanzaron su EP debut Stuck en 1994, seguido de un álbum demo llamado Abrasive en 1997. Cuatro años después, la banda agregó tres nuevos miembros y lanzó su álbum debut Come Clean. En 2003, lanzaron su segundo álbum, Life on Display . Su tercer álbum, Famous , fue lanzado en 2007, seguido de Songs in the Key of Love & Hate en 2009 y Welcome to Galvania en 2019.